# Paepalanthus capillatus
Paepalanthus capillatus är en gräsväxtart som beskrevs av Silveira. Paepalanthus capillatus ingår i släktet Paepalanthus och familjen Eriocaulaceae. Inga underarter finns listade i Catalogue of Life.